# آشفل
آشفل (به آلمانی: Ascheffel) یک شهر در آلمان است که در رندسبورگ-اکرنفورده واقع شده‌است.
 آشفل  ۹۶۳ نفر جمعیت دارد.